# Mühlhausen (Oberpfalz)
Mühlhausen ist eine Gemeinde im Oberpfälzer Landkreis Neumarkt. Der gleichnamige Hauptort ist Sitz der Gemeindeverwaltung.

## Geografie

### Geografische Lage
Die Gemeinde liegt 15 Kilometer südlich von Neumarkt in der Oberpfalz im Tal der Sulz auf einer Höhe von 398 m ü. NHN. Die Ortsgliederung ist ursprünglich ein typisches Straßendorf entlang der von Nord nach Süd verlaufenden Bundesstraße 299. Östlich wird der Ort vom historischen Ludwig-Donau-Main-Kanal abgeschlossen, im Süden vom Dürrlohsee und der Lände Mühlhausen am Main-Donau-Kanal. Unmittelbar westlich steigt das Gelände steil zu dem 573 m ü. NHN hohen Schlüpfelberg auf.

### Gemeindegliederung
Es gibt 24 Gemeindeteile (in Klammern ist der Siedlungstyp angegeben):
- Aumühle (Einöde)
- Bachhausen (Pfarrdorf)
- Belzlmühle (Einöde)
- Ellmannsdorf (Weiler)
- Gänsmühle (Weiler)
- Greißelbach (Dorf)
- Herrenau (Einöde)
- Hofen (Kirchdorf)
- Kanalschleuse 28 (Einöde)
- Kanalschleuse 29 (Einöde)
- Kanalschleuse 30 (Einöde)
- Kerkhofen (Kirchdorf)
- Körnersdorf (Dorf)
- Kruppach (Dorf)
- Mühlhausen (Pfarrdorf)
- Reismühle (Einöde)
- Rocksdorf (Kirchdorf)
- Sandmühle (Einöde)
- Sulzbürg (Pfarrdorf)
- Wangen (Dorf)
- Wappersdorf (Kirchdorf)
- Wappersdorf (Siedlung)
- Weihersdorf (Kirchdorf)
- Wettenhofen (Dorf)

## Geschichte

### Bis zur Gemeindegründung
Das Gebiet um Mühlhausen war bereits in der Steinzeit von Menschen besiedelt, wie einzelne Funde belegen. Ein Ringwall mit Höhensiedlungen der Bronzezeit, der Urnenfelder- und Hallstattzeit befand sich beispielsweise auf dem Schlüpfelberg.
In römischer Zeit wurde die Besiedlung aufgegeben, denn der Limes war nur einen halben Tagesmarsch nach Süden entfernt und die Zeiten wurden zu unruhig. Aus der Zeit der Völkerwanderung fehlen ebenfalls jegliche Befunde, sie setzen erst mit der karolingischen Zeit im 6. und 7. Jahrhundert sporadisch wieder ein.
Der Ortsname Mühlhausen kommt in Mitteleuropa mehrere Dutzend Mal vor. Die erste urkundliche Erwähnung geht auf das Jahr 900 n. Chr. zurück. In einer Urkunde vom 26. Juli 900 n. Chr. wurden vom Bischof Tuto aus Regensburg Besitzungen zu „Mulihusun“ gegen solche zu Thalmässing getauscht.
Mühlhausen gehörte zur Reichsherrschaft Sulzbürg. Mit dem Aussterben der von Wolfstein fiel die evangelisch gewordene Reichsherrschaft Sulzbürg-Pyrbaum (und damit das Gebiet der heutigen Gemeinde Mühlhausen) 1740/68 mit allen Rechten an Kurbayern. Obwohl die kurfürstliche Administration die Rekatholisierung des „Landls“ voranzubringen suchte, hielt die Bevölkerung trotz mancher Repressalie am evangelisch-lutherischen Bekenntnis fest. Die Herrschaft Sulzbürg-Pyrbaum etablierte sich damit zum ersten protestantischen Gebiet Kurbayerns.
Im Zuge der Verwaltungsreformen in Bayern entstand mit dem Gemeindeedikt von 1818 die heutige Gemeinde.

### Eingemeindungen
Im Zuge der Gebietsreform in Bayern wurde am 1. Januar 1972 die Gemeinde Kruppach eingegliedert. Am 1. Juli 1972 kam Bachhausen aus dem aufgelösten Landkreis Beilngries hinzu. Wappersdorf kam am 1. Januar 1974 zu Mühlhausen. Am 1. Januar 1976 folgte der Markt Sulzbürg mit Teilen der am 1. Januar 1972 aufgelösten Gemeinde Oberndorf.

### Einwohnerentwicklung
Zwischen 1988 und 2018 wuchs die Gemeinde von 3754 auf 5058 um 1304 Einwohner bzw. um 34,7 %.

## Politik

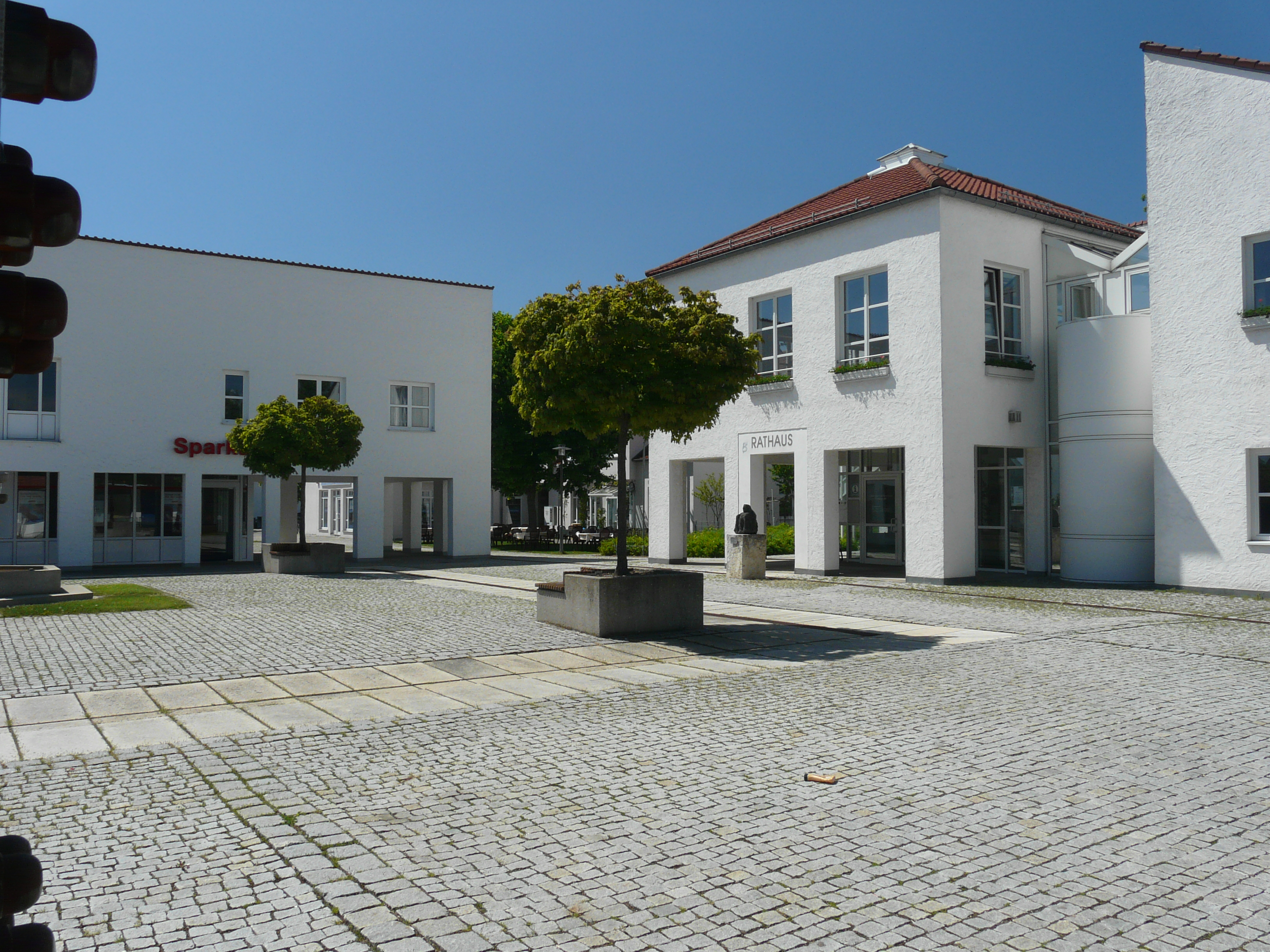
Rathaus von Mühlhausen

### Bürgermeister
An der Spitze der Gemeinde steht seit 1. Mai 2008 Martin Hundsdorfer (CSU). Er wurde am 15. März 2020 mit 66,4 % der gültigen Stimmen für weitere sechs Jahre gewählt.

### Gemeinderat
Der Gemeinderat hat 20 Mitglieder (bis April 2020: 16 Mitglieder) mit folgender Sitzverteilung in der Amtszeit vom 1. Mai 2020 bis 30. April 2026:
| Partei / Liste  | Stimmenanteil | Sitze | + / − |
| CSU             | 46,4 %        | 9     | + 1   |
| Freie Wähler    | 30,0 %        | 6     | + 1   |
| Die Landl-Liste | 23,6 %        | 5     | + 2   |

Durch die Vergrößerung des Gemeinderates um vier Sitze sind alle drei Gruppierungen stärker vertreten als bis April 2020.

### Gemeindepartnerschaften
Seit dem Jahr 1998 unterhält die Gemeinde eine Partnerschaft mit der Gemeinde Isola Vicentina in Italien.

## Wappen
| Wappen von Mühlhausen | Blasonierung: „Geteilt von Rot und Gold; oben eine silberne Schüssel mit zwei darauf liegenden, in Stücke geschnittenen blauen Fischen, unten ein unterhalbes rotes Mühlrad.“ |
| Wappen von Mühlhausen | Das Wappen wird seit 1977 geführt. |

## Kultur und Sehenswürdigkeiten

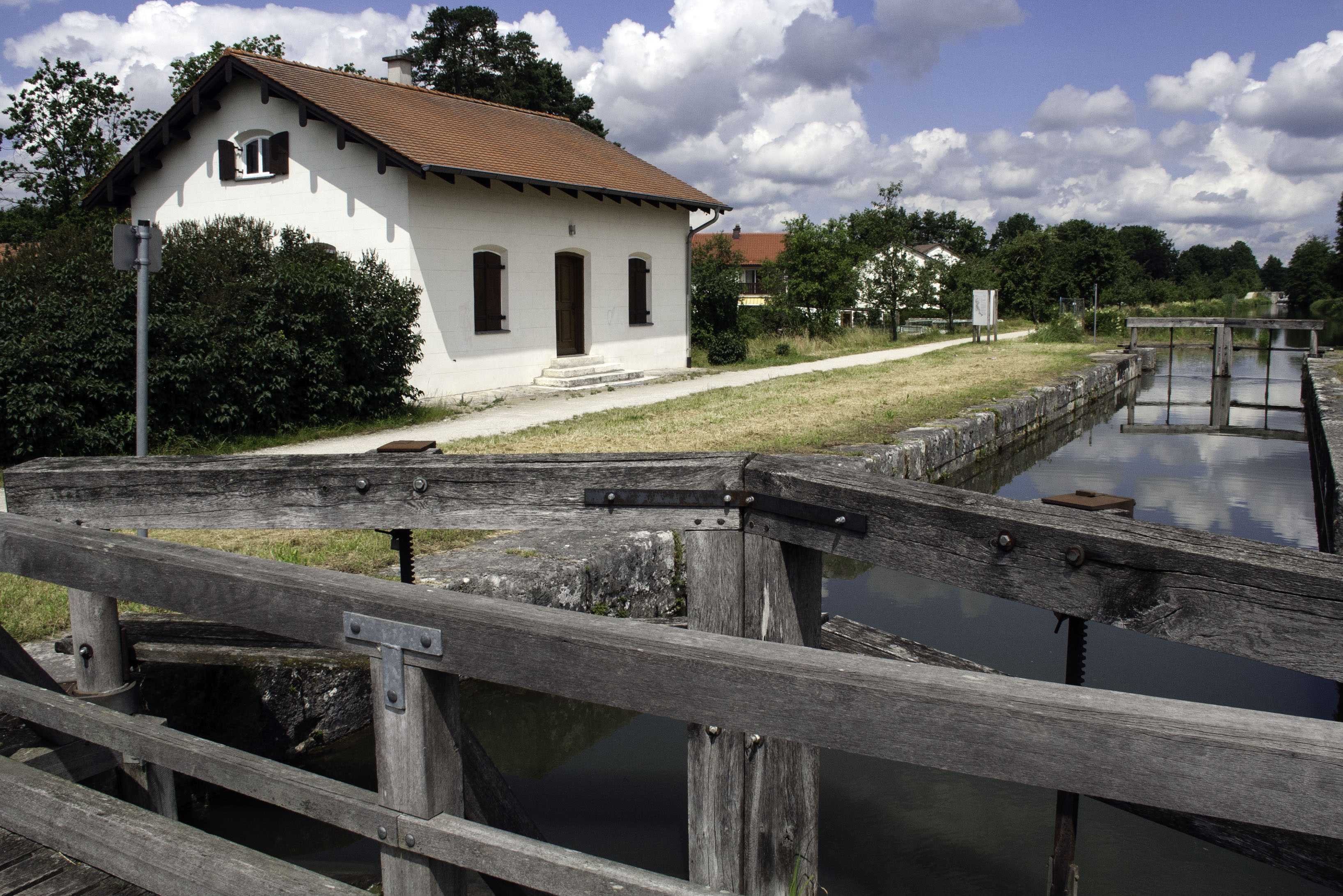
Schleuse 26 im Ortsteil Weihersdorf

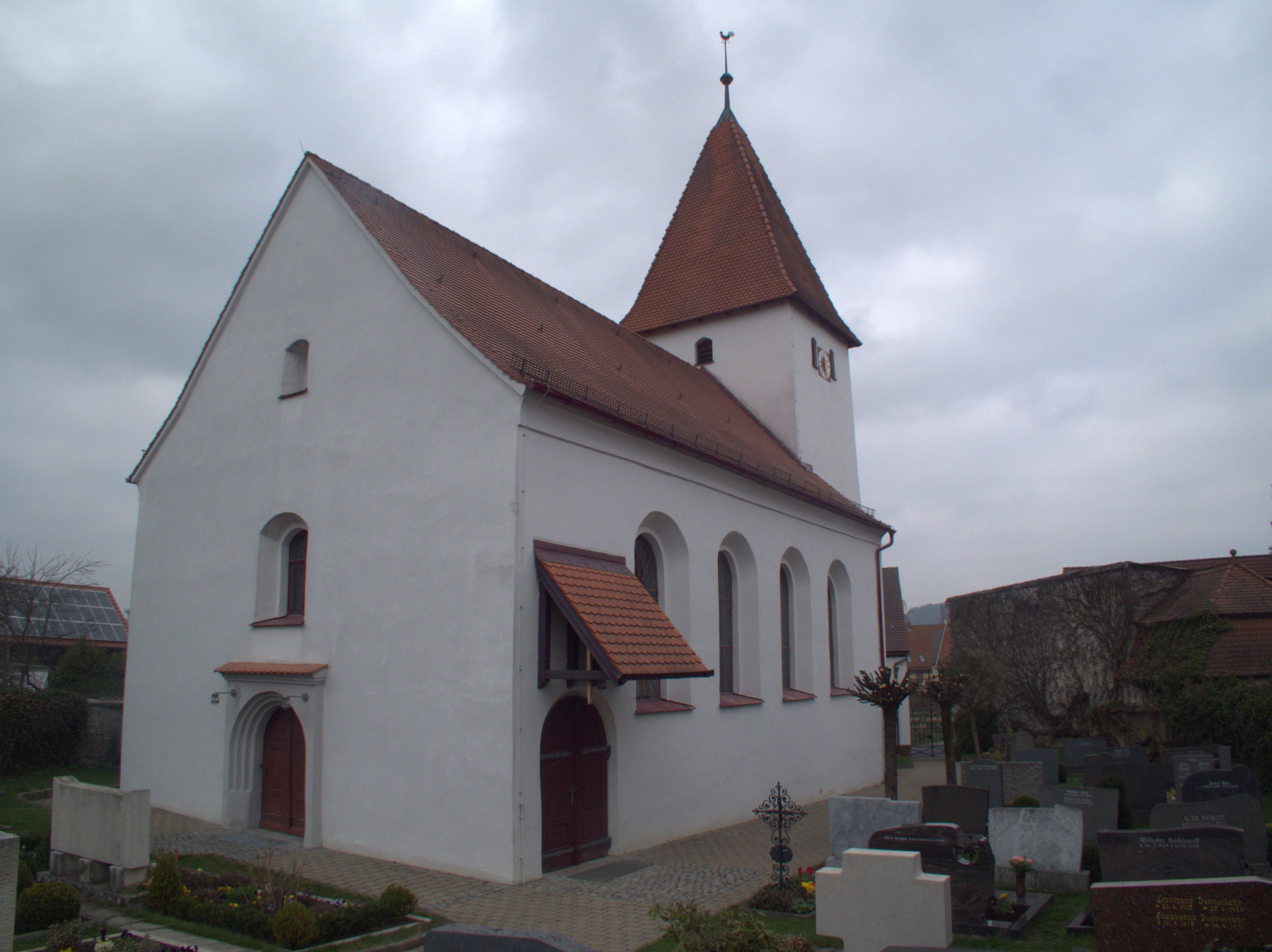
Evangelische Pfarrkirche St. Martin

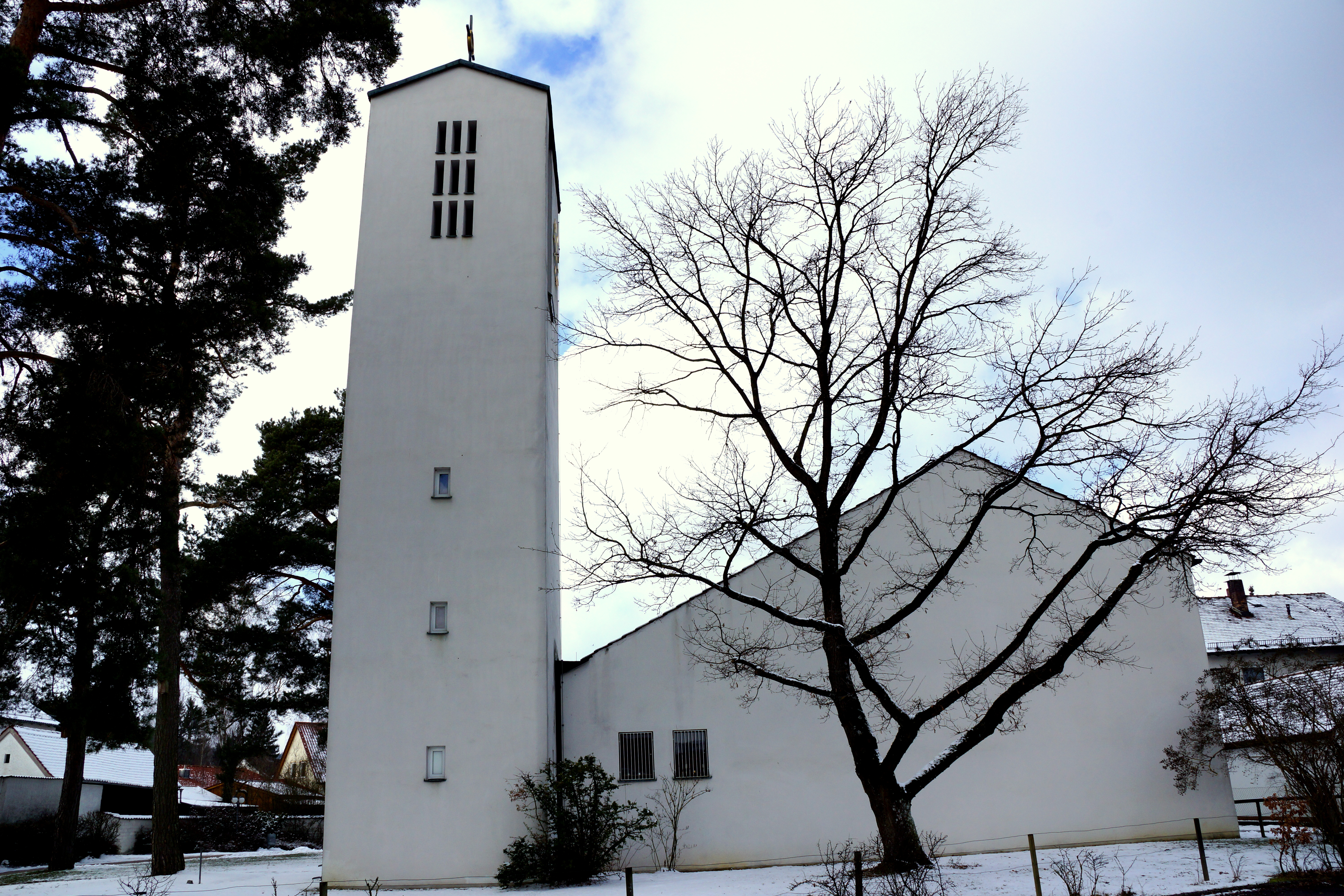
Katholische Pfarrkirche St. Josef

### Museen
Landl-Museum im Gemeindeteil Sulzbürg, ein Heimatmuseum, das die Geschichte der Region darstellt.

### Baudenkmäler
Nahe Mühlhausen führt der 1846 erbaute Ludwig-Donau-Main-Kanal vorbei. In den Sommermonaten besteht die Möglichkeit, den Ludwig-Donau-Main-Kanal mit dem Treidelschiff Alma Viktoria wie vor 150 Jahren zu befahren.

### Bodendenkmäler
- Burgruine Obersulzbürg
- Burgruine Niedersulzbürg

### Jüdischer Friedhof
In Sulzbürg befindet sich ein Jüdischer Friedhof.

### Regelmäßige Veranstaltungen
Jährlich am ersten Sonntag nach Pfingsten lädt die Familienerholungs- und Tagungsstätte Sulzbürg unter der Schirmherrschaft von Landrat Löhner zum Gartengipfel am Sulzbürg mit meist mehr als 25 regionalen Ausstellern ein. Ein umfangreiches Programm, Vorträge zur Erweiterung des Gartenwissens und kulinarische Köstlichkeiten werden angeboten.

## Wirtschaft und Infrastruktur

### Ansässige Unternehmen
- In Mühlhausen wurden über viele Jahre Blechspielzeuge und Modelleisenbahnen vor allem für Spur N von der Firma Arnold gefertigt und in alle Welt geliefert. Die Produktion wurde 2001 eingestellt, der Markenname aber blieb erhalten.
- Die Elektrofirma Dehn + Söhne hat einen Standort in Mühlhausen.
- Die Auto Bierschneider GmbH aus Mühlhausen ist das Stammhaus einer Unternehmensgruppe im Autohandel, die an zehn Standorten Autohäuser verschiedener Marken betreibt.
- Firma Eichinger produziert und vertreibt Baustellenbedarf.

### Solarpark
Der 6,3-Megawatt-Solarpark Mühlhausen (Solarpark Bavaria) befindet sich direkt neben dem Rhein-Main-Donau-Kanal und liefert ca. 6750 MWh Strom pro Jahr. Er gehört derzeit zu den größten Solarparks der Welt.

### Freiwillige Feuerwehr
In der Gemeinde Mühlhausen sorgen die Freiwilligen Feuerwehren Mühlhausen, Wappersdorf, Sulzbürg, Kruppach, Bachhausen und Kerkhofen für den Brandschutz und die allgemeine Hilfe. Die Feuerwehr Mühlhausen nimmt die zusätzliche Funktion einer Stützpunktfeuerwehr wahr.

### Bahnanschluss
Im Juli 2020 wurden die Bahnstrecken Neumarkt-Beilngries-Kinding (Anschluss Schnellbahnstrecke) im Positionspapier des VDV als zu reaktivierende Bahnstrecken neu aufgenommen. Damit könnte auch Mühlhausen wieder einen Bahnanschluss bekommen.

## In Mühlhausen geboren
- Hessekiel Hessel (1755–1824), Rabbiner in München, geboren im Ortsteil Sulzbürg
- Johann Karl Martin Mauerer (1783–1828), Erster Rechtskundiger Bürgermeister von Regensburg
- Johann Philipp Walther (1798–1868), Zeichner, Radierer und Maler
- Hans Blädel (1871–1937), Volkssänger und Instrumentalhumorist, geboren im Ortsteil Sulzbürg
- Joseph Gmelch (1881–1945), römisch-katholischer Geistlicher, Lehrer, Buchautor und Musikforscher
- Gustav Neustädter (1892–unbekannt), letzter Vorsteher der Jüdischen Kultusgemeinde in Bad Kissingen, geboren im Ortsteil Sulzbürg